# Port au Port West-Aguathuna-Felix Cove
Port au Port West-Aguathuna-Felix Cove is een gemeente (town) in de Canadese provincie Newfoundland en Labrador. De gemeente ligt in aan de isthmus van het schiereiland Port au Port aan de westkust van het eiland Newfoundland.

## Geschiedenis
In 1970 werd Port au Port West-Aguathuna-Felix Cove opgericht als een gemeente met het statuut van local improvement district. Tussen 1971 en 1976 veranderde het statuut van de gemeente naar dat van town.

## Geografie
Port au Port West-Aguathuna-Felix Cove ligt in het uiterste oosten van het schiereiland Port au Port, aan de isthmus ervan. Aan de overkant van deze isthmus ligt het dorp Port au Port, dat deel uitmaakt van de gemeente Port au Port East. Het zuiden van de gemeente ligt aan St. George's Bay, het noorden ligt aan Port au Port Bay.
De gemeente, die opgericht werd in 1970, is vernoemd naar de drie dorpen op haar grondgebied. Het betreft het oostelijk gelegen Port au Port West, het noordelijk gelegen Aguathuna en het zuidelijk gelegen Felix Cove. De hoofdplaats van de gemeente is Aguathuna.

## Demografie
Demografisch gezien kent de gemeente, net zoals de meeste kleine gemeenten op Newfoundland, de laatste decennia een dalende langetermijntrend. Ondanks enkele schommelingen daalde de bevolkingsomvang tussen 1991 en 2021 van van 718 naar 420. Dat komt neer op een daling van 298 inwoners (-42%) in dertig jaar tijd.
| Jaar | Aantal inwoners | Verschil |
| ---- | --------------- | -------- |
| 1991 | 718             | –        |
| 1996 | 619             | -13,8%   |
| 2001 | 525             | -15,2%   |
| 2006 | 386             | -26,5%   |
| 2011 | 447             | +15,8%   |
| 2016 | 449             | +0,4%    |
| 2021 | 420             | -6,5%    |

### Taal
In 2016 hadden 440 (97,8%) inwoners van Port au Port West-Aguathuna-Felix Cove het Engels als (al dan niet gedeelde) moedertaal; alle anderen waren die taal machtig. Het schiereiland Port au Port is een van de enige gebieden in de provincie met een aanzienlijke Franstalige minderheid. Hoewel slechts 15 mensen (3,3%) het Frans als moedertaal hadden, waren er 25 mensen (5,4%) de taal machtig.

## Zie ook

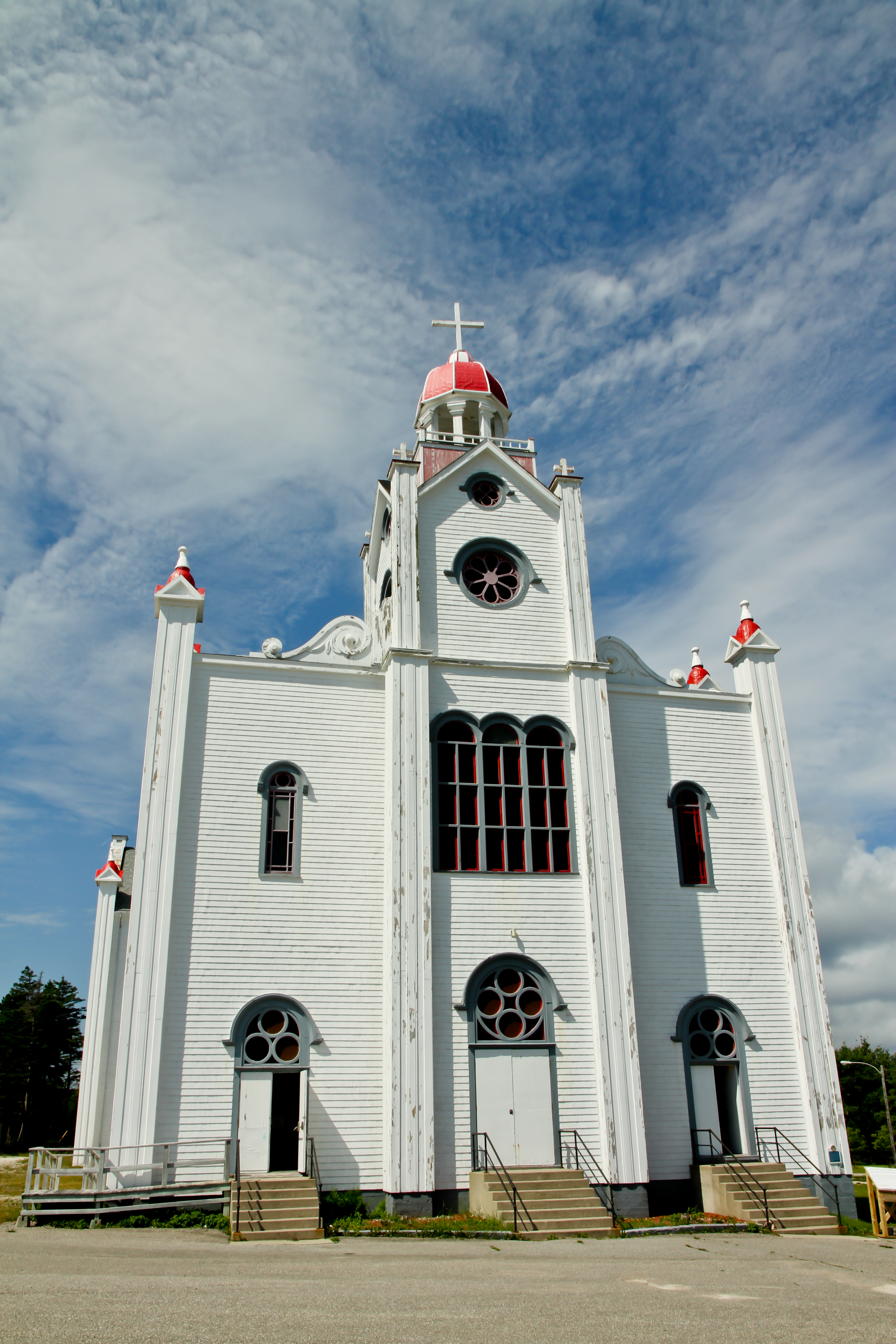
Onze-Lieve-Vrouw-van-Barmhartigheidkerk (Port au Port West)